# 圣乔国家森林
圣乔国家森林（英語：St. Joe National Forest）是一座美国的国家森林，位处爱达荷州狭长地带，与科达伦国家森林、卡尼克苏国家森林共同组成爱达荷州狭长地带国家森林。该森林在肖肖尼縣的占地面积最大，其次有拉塔縣、清水縣和貝內瓦縣，总面积867,882英畝（3,512平方）。
圣乔国家森林内部有着众多哺乳动物，包括白尾鹿、騾鹿、浣熊、加拿大馬鹿、駝鹿、美洲黑熊、灰熊、郊狼、臭鼬、馬更歇狼、北美山獅、貂、河狸、短尾貓、北美水獺、水鼬以及貂熊。此外也有众多鸟类，如野生火雞、松鸡、渡鴉、冠蓝鸦、白頭海鵰、鹗、金雕、加利福尼亞鶉和许多不同种类的貓頭鷹。
森林的行政中心位处科達倫。此外埃弗里和圣玛丽斯也设有巡逻办公室。